# NGC 845
NGC 845 је спирална галаксија у сазвежђу Андромеда која се налази на NGC листи објеката дубоког неба.
Деклинација објекта је + 37° 28' 39" а ректасцензија 2h 12m 19,7s. Привидна величина (магнитуда) објекта NGC 845 износи 13,6 а фотографска магнитуда 14,4. NGC 845 је још познат и под ознакама UGC 1695, MCG 6-5-104, CGCG 522-135, IRAS 02093+3714, PGC 8438.